# كاسبر باي
كاسبر باي (بالدنماركية: Kasper Bai)‏ هو ملحن دنماركي، ولد في 1974.